# Potebniamyces
Potebniamyces — рід грибів родини Rhytismataceae. Назва вперше опублікована 1962 року.